# NGC 893
NGC 893 је спирална галаксија у сазвежђу Феникс која се налази на NGC листи објеката дубоког неба.
Деклинација објекта је - 41° 24' 10" а ректасцензија 2h 19m 58,1s. Привидна величина (магнитуда) објекта NGC 893 износи 12,9 а фотографска магнитуда 13,6. Налази се на удаљености од 73,893 милиона парсека од Сунца. NGC 893 је још познат и под ознакама ESO 298-29, MCG -7-5-17, AM 0217-413, IRAS 02179-4137, PGC 8888.